# 公行
公行是清朝中期在廣州成立的进出口商垄断組織，在約百年期間壟斷當時中國與西方主要商業往來的廣州貿易。

## 性質
在粵海關獨大時代，由地方督撫、海關監督和行商共管外貿的體系中，公行是一個受海關監督控制下，擁有貿易特權的組織，形成「廣州制度」（一口通商）特色。公行行商是要代表大清政府，對外商在華各活動進行監督和管理，公行也是作為於外貿中抽剝巨額財源的工具。除為海關監督提供優先利益，廣州官吏與中央朝廷亦透過公行間接地獲取利益。

## 歷史
公行最早成立於1720年，當時的許多行商為了加強自身地位，並與皇商作競爭，因此成立組織，最初的成員包括十六名行商，他們訂了一套含十三條的條款來規範價格和交易程序，並規定後來加入的成員必須交一千兩銀的會資才能加入，此外，所有公行成員的交易中的百分之三要充作「公所費」。
公行雖為民間組織，但得到官方的支持，官府樂於有這樣的組織作為其與洋商之間的中間機構，並可代政府為徵收關稅，政府的支持將使得公行得以壟斷貿易，因此多次引起其他商人和洋商的反對，第一次的公行很快於1721年解散，但1760年時公行再度恢復，1771年再度被解散，1782年再度恢復，一直維持至清軍在鴉片戰爭戰敗後簽訂《南京條約》（1842年）才被廢除。

## 規例
1720年公行行規：
1. 華夷商民，同屬食毛踐土，應一體仰戴皇仁，誓圖報稱。
2. 為使公私利益界劃清楚起見，爰立行規，共相遵守。
3. 華夷商民一視同仁，倘夷商買賤賣貴，則行商必致虧折，且恐發生魚目混珠之弊，故各行商應與夷商相聚一堂，茼議價，其有單獨行為者應受處罰。
4. 他處或他省商人來省與夷商交易時，本行應與之協訂貨價，俾得賣價公道；有自行訂定貨價或暗中購入貨物者罰。
5. 貨價既經協議妥貼之後，貨物應力求道地，有以劣貨欺瞞夷商者應受處罰。
6. 為防止私販起見，凡落貨夷船時均須填冊；有故意規避或手續不清者應受懲罰。
7. 手工業品如扇、漆器、刺繡、圖畫之類，得由普通商家任意經營販賣之。
8. 瓷器有待特別鑒定者，任何人得自行販賣，但賣者無論嬴虧，均須以賣價百分之三十納交本行。
9. 綠茶淨量應從實呈報，違者處罰。
10. 自夷船卸貨及締訂裝貨合同時，均須筅期交款，以後並須將餘款交清，違者處罰。
11. 夷船欲專擇某商交易時,該商得承受此船貨物之一半，但其他一半須歸本行同仁攤分之；有獨攬全船之貨物者處罰。
12. 行商中對於公行負責最重及擔任經費最大者，許其在外洋貿易佔一全股，次者佔半股，其餘則佔一股之四分之一。
13. 頭等行，即佔一全股者，凡五，二等者五，三等六；新入公行者，應納銀一千兩作為公共開支經費，並列入三等行內。